# Conus generalis
Conus generalis is een in zee levende slakkensoort uit de familie Conidae.

## Voorkomen en verspreiding
Conus generalis is een carnivoor die leeft in ondiep warm water op zandgronden, rotsbodems en koraalriffen (sublitoraal). Deze soort komt voor vanaf de Maldiven en Sri Lanka tot Japan en Frans-Polynesië (Indopacifische provincie). De schelp kan tot 105 mm lang worden.